# West Carroll megye
West Carroll megye az Amerikai Egyesült Államokban, azon belül Louisiana államban található. Megyeszékhelye és legnagyobb városa Oak Grove. Lakosainak száma 9751 fő (2020. április 1.). West Carroll megye Chicot, East Carroll, Richland és Morehouse megyékkel határos.

## Népesség
A megye népességének változása:
| Lakosok száma | 11 584 | 11 520 | 11 500 | 11 465 | 11 293 | 9751 |
|               | 2010   | 2011   | 2012   | 2013   | 2015   | 2020 |